# Cam Bedrosian
Cet article possède un paronyme, voir Bedrossian.
Cameron Rock Bedrosian (né le 2 octobre 1991 à Senoia, Géorgie, États-Unis) est un lanceur de relève droitier des Ligues majeures de baseball.

## Carrière
Cam Bedrosian est le choix de première ronde des Angels de Los Angeles en 2010. Il est le 29e joueur sélectionné au total cette année-là, et un choix que les Angels reçoivent des Red Sox de Boston en compensation pour la perte, dans les mois précédents, de l'agent libre John Lackey.
Fils de Steve Bedrosian, ancien lanceur de relève gagnant du trophée Cy Young en 1987 avec les Phillies de Philadelphie, Cam Bedrosian fait ses débuts dans le baseball majeur avec les Angels le 3 juin 2014.